# Aiguille des Glaciers
L'aiguille des Glaciers est un sommet du massif du Mont-Blanc culminant à 3 816 ou 3 817 mètres d'altitude.
Ce tripoint marque la limite entre la Savoie, la Haute-Savoie et la Vallée d'Aoste.

## Géographie

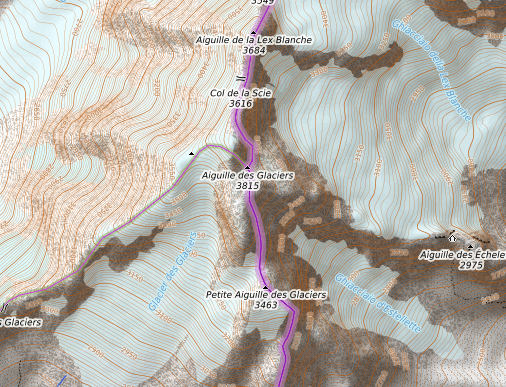
Carte topographique de l'aiguille.

Cette aiguille domine la vallée des Glaciers au sud, le col de la Seigne au sud-est et le glacier de Tré-la-Tête au nord-est. Le col relie le département de la Savoie au val Vény en Italie.

## Histoire

### Alpinisme
- 1887 - Ascension par l'arête sud-est, par Moritz von Küffner, Alexander Burgener et J.Furrer

### Accident
Un B17 (variante G, série 43-39338), en mission de transport, s'écrase le 1er novembre 1946 sur l’arête sud de l'aiguille des Glaciers, côté italien, à 3 750 m d'altitude.
L'équipage est composé de huit militaires américains âgés de 21 à 48 ans :
- colonel Hudson. H. Upham, pilote ;
- colonel Ford F. Fair ;
- major Laurence L. Cobb ;
- lieutenant Alfred D. Ramirez ;
- sergent John E. Gilbert ;
- sergent William A. Hilton ;
- sergent Zoltan J. Dabovich ;
- sergent William S. Cassell.

Des recherches entreprises pendant 18 jours ne permettent pas de retrouver l'épave. Elle est finalement repérée par des éclaireurs skieurs du 99e bataillon d'infanterie alpine en juillet 1947. L'avion était parti à 0 h 54 de Naples, à destination de Bovington (Angleterre), et son plan de route était de survoler Bastia-Poretta en Corse, Istres, Lyon et Paris. Les mauvaises conditions météo semblent être à l'origine de l'accident.
Deux plaques commémoratives ont été déposée en septembre 2011 (refuge Elisabetta Soldini en Italie, refuge des Mottets en France).

## Ascension
L'ascension est possible depuis le refuge Robert-Blanc. La voie normale passe par le dôme de neige des Glaciers (3 592 m) et l'épaule Nord (3 700 m) ; la fin de l'ascension est réservée aux alpinistes expérimentés.

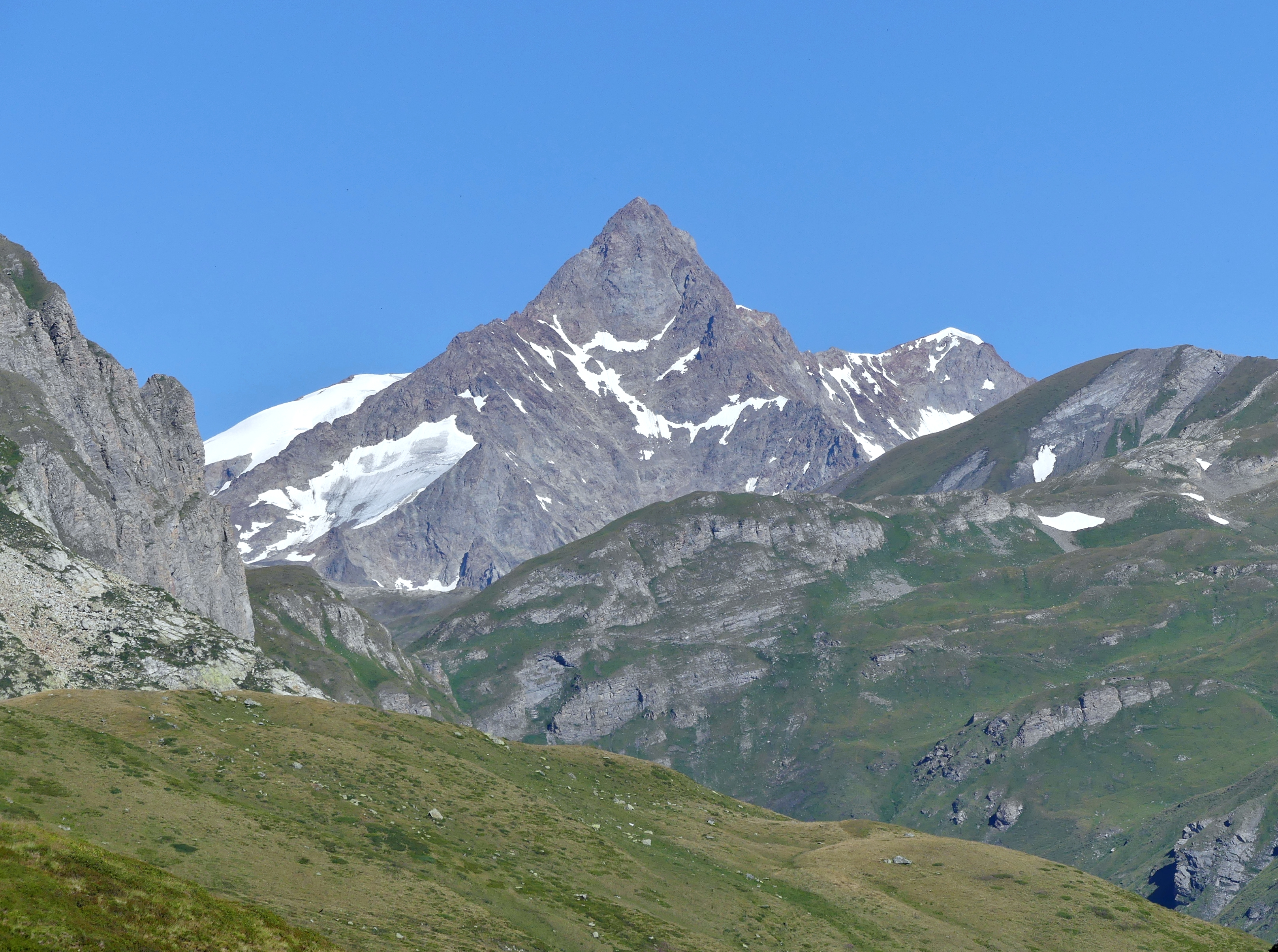
Aiguille des Glaciers vue du col du Petit-Saint-Bernard.
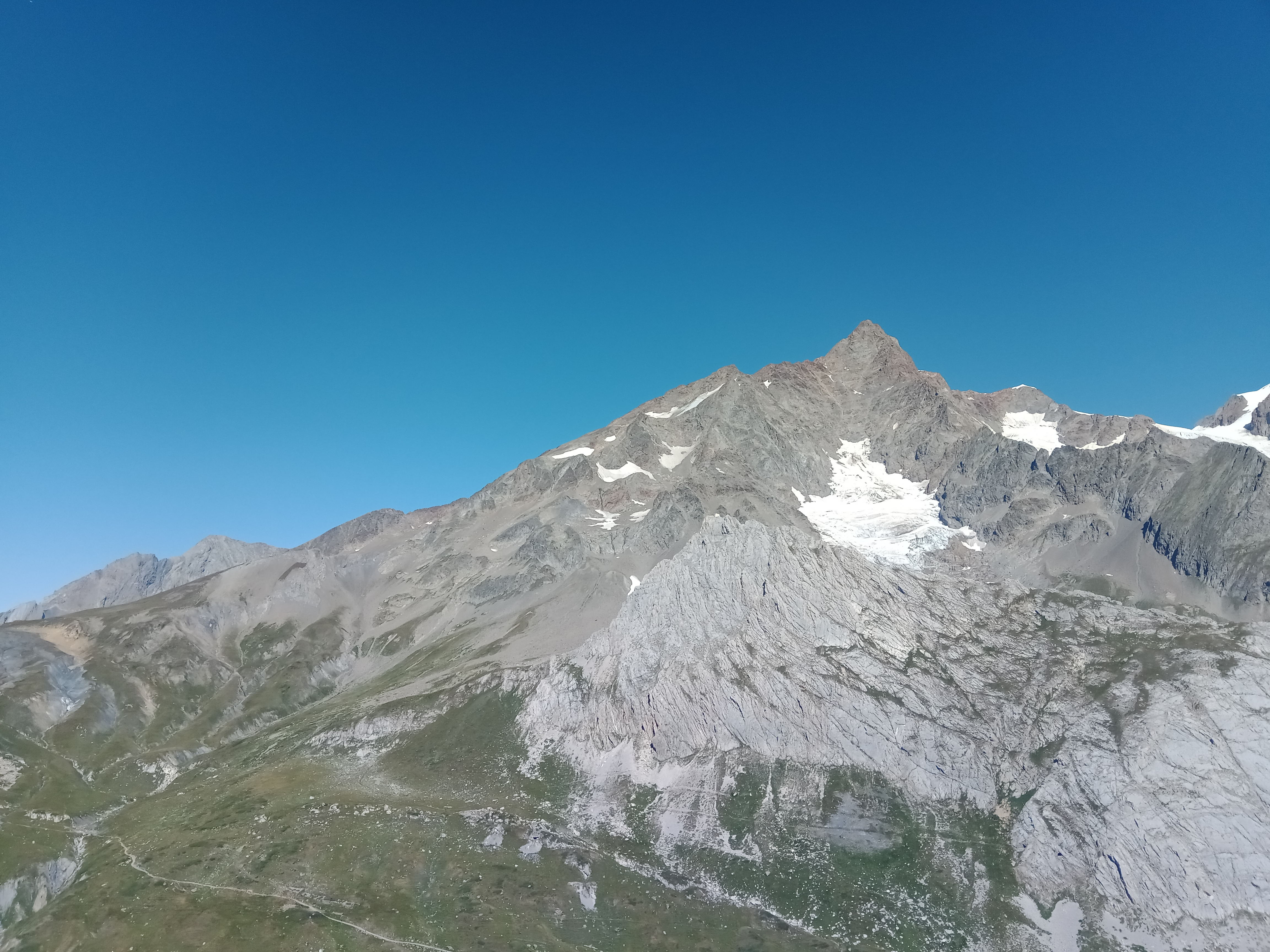
L'aiguille des Glaciers dominant le haut du val Vény vue depuis le sud.